# Лековито дејство биљака и лекова
Лековито дејство биљака или хемијски синтетисаних препарата (лекова) се означава посебним медицинским (фармаколошким) изразима. У следећој табели су наведени и објашњени изрази који се најчешће користе:
| стручни израз                                       | објашњење дејства                                                                     |
| --------------------------------------------------- | ------------------------------------------------------------------------------------- |
| адстригенс, адстригенција (adstrigentia)            | делује на површинско скупљање ткива па се користи за лечење запаљења коже и слузокоже |
| адвулнација, вулненарија (advulnantia = vulneraria) | поспешује зацељивање рана                                                             |
| амара, амарум (amara)                               | средства горког укуса                                                                 |
| амара ароматика (amara aromatica)                   | горка миришљава средства;                                                             |
| аналгетик, аналгетика (analgetica)                  | за ублажавање и отклањање болова                                                      |
| афродизијак, афродизијака (aphrodisiaca = erotica)  | за појачање полног нагона;                                                            |
| антиастматик, антиастматика (antiasthmatica)        | прекида и ублажава напад бронхијалне астме;                                           |
| антидијабетик (antidiabetica)                       | снижава повишен ниво глукозе у крви;                                                  |
| антидијароик (antidiarrhoica = obstipantia)         | спречава пролив;                                                                      |
| антидијафоретик (antidiaphoretic)                   | смањује излучивање зноја;                                                             |
| антималарик (antimalaric)                           | против маларије, лечи маларију;                                                       |
| антипаразитик(antiparazitic)                        | против паразита;                                                                      |
| антипиретик (antipyretic)                           | снижава телесну температуру;                                                          |
| антисептик (antiseotic)                             | спречава размножавањемикроорганизама;                                                 |
| антитусик (antitussic)                              | ублажава кашаљ;                                                                       |
| антихеморагик ( antihaemorragic)                    | зауставља крварење;                                                                   |
| антихелминтик (antihelmintic)                       | против цревних паразита;                                                              |
| вазодилататор (vasodilatator)                       | проширује крвне судове                                                                |
| дезифицијент (desificient)                          | уништава микроорганизме                                                               |
| дијафоретик (diaphoretic = sudorific)               | појачава излучивање зноја                                                             |
| дигестив (digestiv = eupeptic)                      | побољшава варење хране                                                                |
| експекторанс                                        | помаже искашљавање, избацивање слузи из органа за дисање                              |
| кардиотоник (kardiotonic)                           | ојачава рад срца                                                                      |
| лаксанс (laxantia)                                  | благо прочишћава црева                                                                |
| пурганција, пургатив (purgantia = cathartica)       | прочишћава црева, против затвора                                                      |
| седатив                                             | смирује појачану нервну раздражљивост                                                 |
| спазмолитик (spasmolytica = antispastica)           | спречава појаву грчева у органима за варење                                           |
| стомахик (stomachic)                                | појачава рад желуца                                                                   |
| тоник (tonica = roborantia)                         | опоравља и ојачава организам                                                          |
| хипотензив                                          | снижава крвни притисак                                                                |
| холагог (cholagog = cholekinetica)                  | појачава лучење жучи                                                                  |